# Niederau (Ebensfeld)
Niederau ist ein Gemeindeteil des oberfränkischen Marktes Ebensfeld im Landkreis Lichtenfels.

## Geographie
Das Dorf liegt am Main, in einer Schleife zwischen Mainkilometer 413 und 414, rund zwei Kilometer nordwestlich von Ebensfeld entfernt.

## Geschichte
Niederau wurde erstmals im zwischen 1326 und 1328 aufgestellten Bamberger Bischofsurbar als „Niedernowe“ erwähnt. Im Urbar wurde auch eine Mainfähre zwischen Döringstadt und Niederau erwähnt. Der Standort des Fahrgutes lag gegenüber von Niederau in der Nähe des ehemaligen klosterlangheimischen Mönchshofes. Die Fähre wurde als letzte im Raum Ebensfeld erst zu Beginn der 1960er Jahre eingestellt.
Im Jahr 1801 gab es in Niederau ein Gemeindehirtenhaus, 16 andere Häuser und 14 Stadel. Die Dorfherrschaft besaß das Lichtenfelser Amt des Bamberger Fürstbischofs. Der Dorfzehnt gehörte dem Bamberger Nonnenkloster St. Clara. Der Ort war nach Ebensfeld eingepfarrt. 1862 wurde Niederau in das neu geschaffene bayerische Bezirksamt Staffelstein eingegliedert. Das Dorf gehörte zur Landgemeinde Unterzettlitz im Landgericht Staffelstein.
1871 hatte Niederau 105 Einwohner 66 Gebäude. Die katholische Schule und die Kirche waren im zwei Kilometer entfernten Ebensfeld. 1900 zählte die 431,57 Hektar große Landgemeinde Unterzettlitz 248 Einwohner, die alle katholisch waren, und Niederau 71 Einwohner sowie 18 Wohngebäude. 1925 lebten 79 Personen, von denen alle katholisch waren, in 15 Wohngebäuden. 1950 hatte Niederau 103 Einwohner und 16 Wohngebäude. Die zuständige evangelische Pfarrei war in Herreth. Im Jahr 1970 zählte das Dorf 66, 1987 insgesamt 48 Einwohner sowie 13 Wohnhäuser mit 14 Wohnungen.
Am 1. Juli 1972 wurde der Landkreis Staffelstein aufgelöst. Niederau wurde in den Landkreis Lichtenfels eingegliedert und 1978 Ebensfeld als Gemeindeteil zugeschlagen.

## Sehenswürdigkeiten
In der Bayerischen Denkmalliste sind für Niederau vier Baudenkmäler aufgeführt.